# Louis Abell
Louis Grenville "Lou" Abell (ur. 21 lipca 1884 w Elizabeth, zm. 25 października 1962 tamże) – amerykański wioślarz, dwukrotny złoty medalista olimpijski.
Wystąpił na igrzyskach olimpijskich w Paryżu w 1900, gdzie amerykańska osada Vesper Boat Club w składzie: William Carr, Harry DeBaecke, John Exley, John Geiger, Edwin Hedley, James Juvenal, Roscoe Lockwood, Edward Marsh i Louis Abell (sternik) zdobyła złoty medal w ósemkach ze sternikiem. Srebrnych medalistów, Belgów z Royal Club Nautique de Gand, Amerykanie wyprzedzili o 6 sekund. Na rozgrywanych cztery lata później igrzyskach olimpijskich w Saint Louis wspólnie z Johnem Exleyem, Michaelem Gleasonem, Frankiem Schellem, Jamesem Flanaganem, Charlesem Armstrongiem, Harrym Lottem, Josephem Dempseyem i Frederickiem Cresserem ponownie zdobył złoty medal w ósemkach.